# Giovanni Battista Pasinato

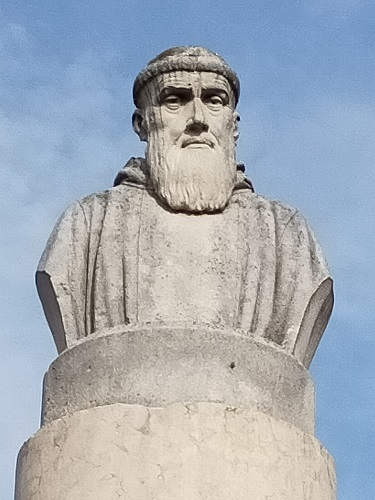
Giovanni Battista Pasinato. Borstbeeld in San Martino di Lupari, in de provincie Padua, Italië

Giovanni Battista Pasinato (San Martino di Lupari, 29 maart 1739 – Padua, 15 januari 1800) was een Noord-Italiaans kapucijn in de republiek Venetië. Door zelfstudie werd hij bekend als natuurkundige en agronoom. Hiertoe schafte hij zich leerboeken en een microscoop aan.

## Levensloop
Pasinato werd geboren in San Martino di Lupari in de republiek Venetië. Zijn ouders waren Giovanni Pasinato en Maria Bacchin. In 1757 – hij was achttien jaar – trad Pasinato binnen in de orde der kapucijnen. Als kloosternaam voegde hij de (heiligen)naam Sint-Maarten toe van zijn geboortedorp: Giambattista da San Martino. 
Omdat zijn overste weigerde hem te laten vertrekken naar missiegebieden, trok hij zich studerend terug. In 1775 werd hij benoemd tot kapelaan van het ziekenhuis Ospedale civico in Vicenza. In Vicenza paste hij zijn boekenkennis praktisch toe: hij onderzocht de levenscyclus van de mug Anopheles, waarvan destijds niet bekend was dat het om de malariamug ging. Tevens testte hij insectwerende aromatische producten uit. Hij bestudeerde de planten, medicinale en andere, in de ziekenhuistuin alsook metereologische fenomenen zoals de regenval.
Pasinato verbleef van 1789 tot 1797 aan de Dalmatische kust in de stad Zara, thans de Kroatische stad Zadar. Zadar stond onder Venetiaans bestuur. Hij werd aangetrokken in Zadar voor zijn kennis om muggen te verjagen. Pasinato wijdde er zich aan de studie van tabaksteelt, meteorologie, akoestiek en aan de studie van kamfer in waterige oplossingen. De studieonderwerpen werden nog meer divers wanneer Pasinato experimenten deed met magneten, ijskelders en olielampen die minder olie verbruikten. Hij geraakte bekend bij andere wetenschappers in de republiek.
Pasinato was lid van de Accademia dei Georgofili (Agronomen) in Florence, de Landbouwkundige Kring van Veneto, alsook van gelijkaardige academies in Napels, Mantua, Turijn, Siena, Modena en Alessandria. Hij publiceerde onder meer in de Nuovo Giornale enciclopedico d’Italia in de jaren 1791-1795.
In 1797 hield de republiek Venetië op te bestaan. Pasinato werd teruggeroepen naar het ziekenhuis in Vicenza. Hij vond een weegschaal uit die nuttig bleek te zijn in de ziekenzorg. Door de napoleontische oorlogen moest hij de uitnodiging van koning Ferdinand IV van Napels afslaan. Ferdinand IV bood hem namelijk een leerstoel aan aan de universiteit van Napels. Pasinato trok zich terug in het klooster der kapucijnen van Padua waar hij overleed in 1800.

## Eerbewijzen
Na zijn dood geraakten zijn wetenschappelijke studies in de vergetelheid. Het was pas in de jaren 1930 dat de publicaties van Pasinato herontdekt werden; het waren de jaren van het fascistisch bewind in het koninkrijk Italië. Een plein en een school in de provincie Padua werden naar hem vernoemd. Pasinato kreeg ook een gedenkbord en een borstbeeld in zijn geboortedorp San Martino di Lupari. Het borstbeeld heeft een tekst die hem omschrijft als 'asceet, fysicus-meteoroloog en agronoom'.